# بطولة العالم للدراجات على المضمار 1985
بطولة العالم للدراجات على المضمار 1985 هي الدورة ال82 من بطولة العالم للدراجات على المضمار، أجريت في باسانو دل غرابا، إيطاليا.

## النتائج النهائية
| المسابقة                              | ذهبية                        | فضية                               | برونزية                                       |
| ------------------------------------- | ---------------------------- | ---------------------------------- | --------------------------------------------- |
| الرجال                                |                              |                                    |                                               |
| السرعة الفردية                        | كويتشي ناكانو (JPN)          | Yoshiyuchi Matsueda (JPN)          | Ottavio Dazzan (ITA)                          |
| سباق المطاردة الفردية                 | هانز هنريك أورستد (الدنمارك) | توني دويل (دراج) (المملكة المتحدة) | غريغور براون (FRG)                            |
| سباق مطاردة الدراجة النارية للهواة    | Roberto Dotti (ITA)          | Roland Königshofer (AUT)           | ماريو جنتيلي (ITA)                            |
| سباق مطاردة الدراجة النارية للمحترفين | Bruno Vicino (ITA)           | داني كلارك (دراج) (AUS)            | فيرنر بيتز (FRG)                              |
| الكيرين                               | Urs Freuler (SUI)            | Ottavio Dazzan (ITA)               | ماساميتسو تاكيزاوا (JPN) Dieter Giebken (FRG) |
| سباق النقاط                           | Urs Freuler (SUI)            | هانز يدرمان (SUI)                  | Stefano Allocchio (ITA)                       |
| السيدات                               |                              |                                    |                                               |
| السرعة الفردية                        | Isabelle Nicoloso (FRA)      | كوني باراسكفين (USA)               | Natalya Kruchelnitskaya (URS)                 |
| سباق المطاردة الفردية                 | ريبيكا تويج (USA)            | جيني لونغو (FRA)                   | مارغريت ماس (USA)                             |